# Andrena magna
Andrena magna är en biart som beskrevs av Warncke 1965. Andrena magna ingår i släktet sandbin, och familjen grävbin. Inga underarter finns listade i Catalogue of Life.